# Bahnhof Vejprty

Der Bahnhof Vejprty (bis 1945 deutsch: Bahnhof Weipert) ist eine Betriebsstelle der Bahnstrecke Chomutov–Vejprty und der Bahnstrecke Vejprty–Annaberg-Buchholz unt Bf. Er liegt auf dem Gebiet der Stadt Vejprty in Tschechien und ist seit seiner Eröffnung im Jahr 1872 Grenzbahnhof zu Sachsen in Deutschland. 

## Geographische Lage
Der Bahnhof Vejprty liegt auf einer Höhe von 712,61 Metern im Norden der Stadt Vejprty am Kamm des Mittleren Erzgebirges unweit des Pöhlbachs (tschech.: Polava), der die Grenze zu Sachsen bildet. Diese wird nördlich der Station nach einem halben Kilometer mit der Grenzbrücke über den Pöhlbach erreicht.

## Namen
- bis 1919: Weipert
- 1919 bis 1938: Vejprty / Weipert
- 1938 bis 1945: Weipert
- seit 1945: Vejprty

## Geschichte

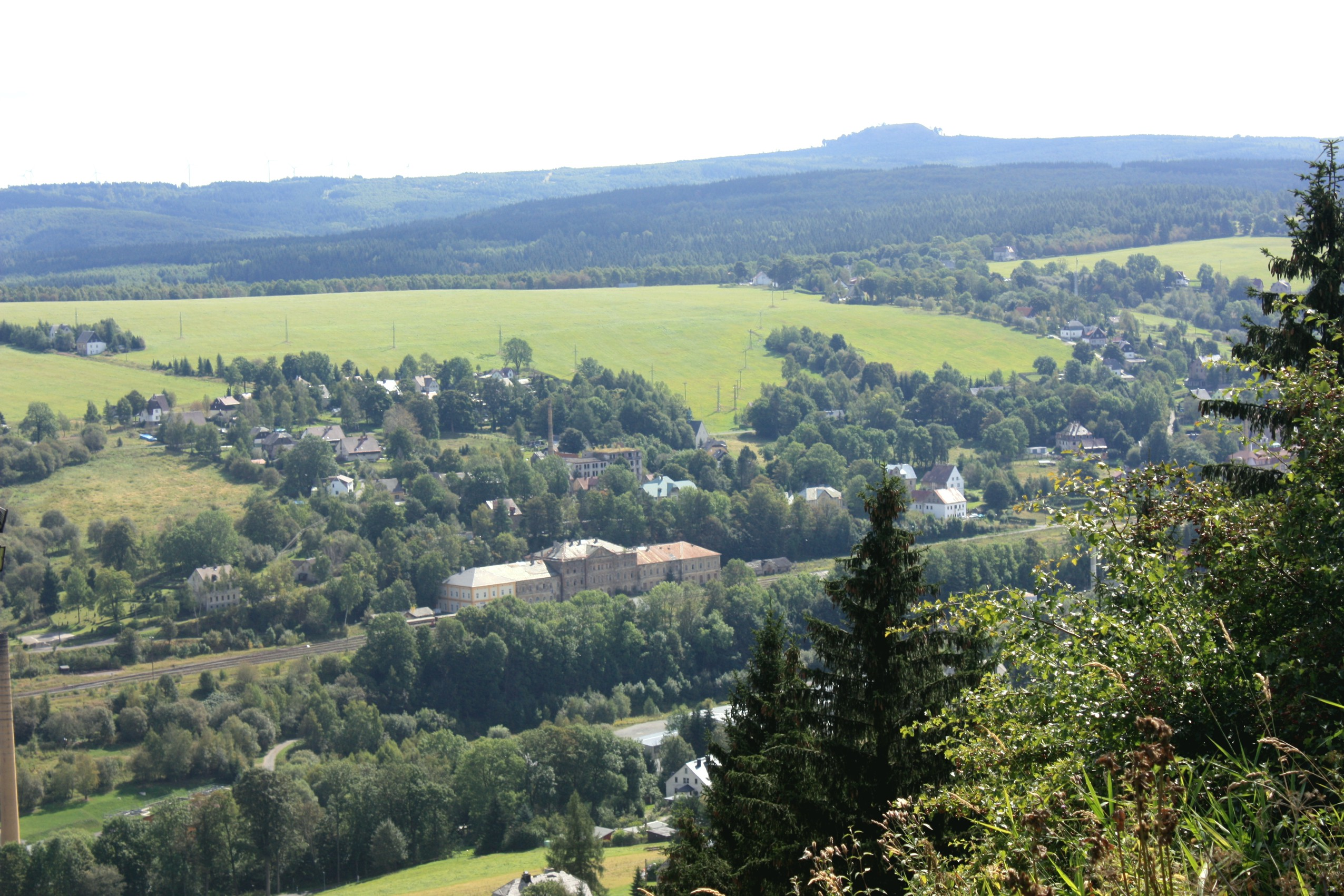
Blick vom Berg Bärenstein zum Bahnhof Weipert (Vejprty) vor dem Abriss des Empfangsgebäudes

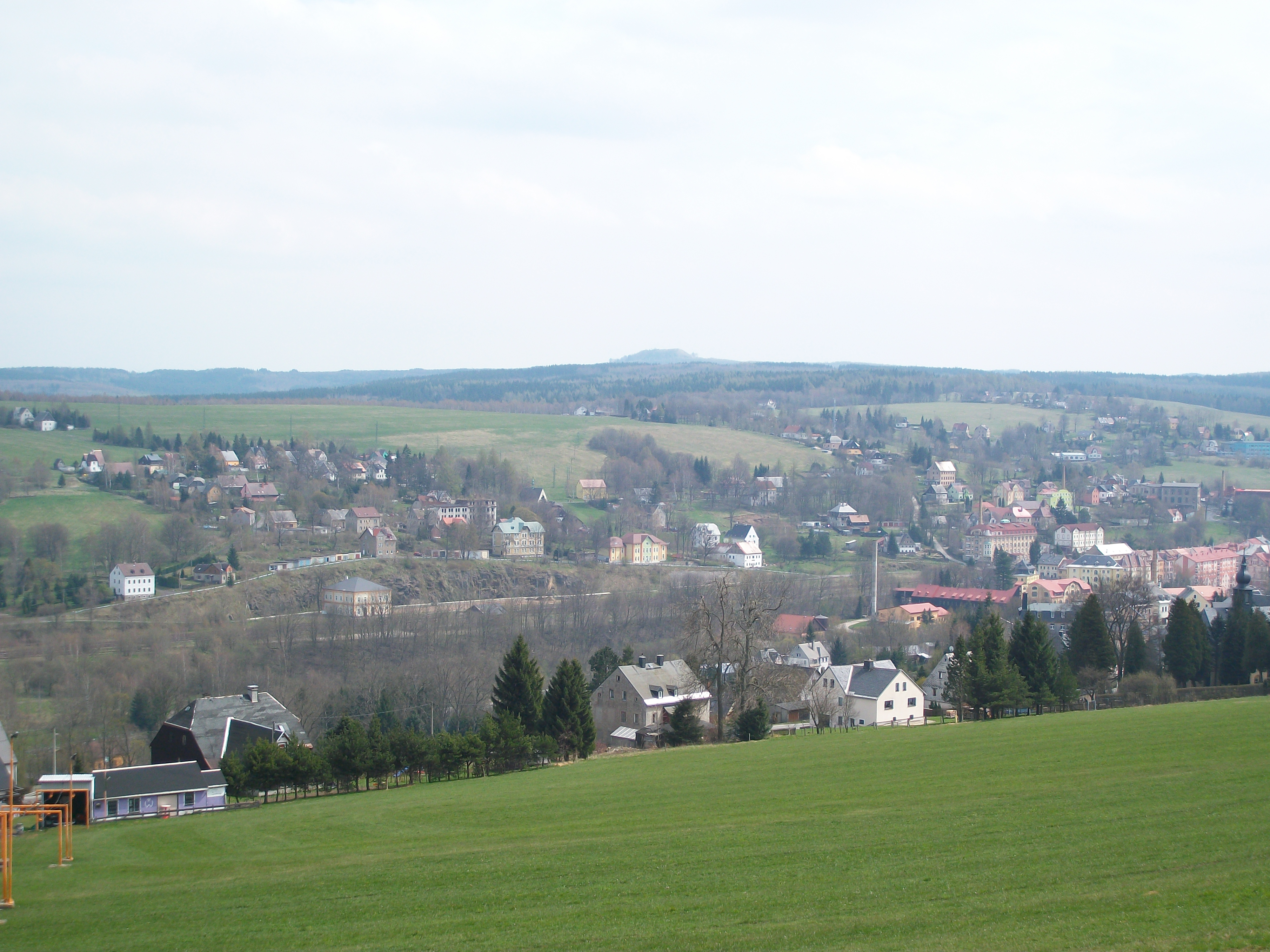
Blick vom Berg Bärenstein zum Bahnhof Weipert (Vejprty) (2017)

Der Bahnhof Weipert wurde am 12. Mai 1872 in Betrieb genommen. Er war von Anfang an als Grenzbahnhof zwischen Sachsen und Böhmen konzipiert. Am 1. August 1872 wurde die Bahnstrecke Komotau–Weipert der Buschtěhrader Eisenbahn eröffnet, zwei Tage später folgte am 3. August 1872 die grenzüberschreitende Strecke Weipert-Annaberg unt Bf. Der im Eigentum der Buschtěhrader Eisenbahn stehende Abschnitt Weipert–Landesgrenze wurde auf Pachtbasis von den Königlich Sächsischen Staatseisenbahnen (K. Sächs. Sts. E.B.) betrieben. Trotz der Weiterführung der Bahn über die Landesgrenze erfolgte bis 1945 kein durchgängiger Reisezugverkehr zwischen Chemnitz und Komotau. Alle Züge von Chemnitz endeten im Grenzbahnhof Weipert, wo in die Züge der Buschtěhrader Eisenbahn bzw. später der Tschechoslowakischen Staatseisenbahnen umgestiegen werden musste. Im Güterverkehr gab es durchgängige Züge, dabei fand in Weipert ein Lokwechsel statt. 
Der Bahnhof Weipert besaß als Grenzbahnhof ein stattliches Empfangsgebäude mit einem sächsischen und einen böhmischen Teil, Güterschuppen, Wirtschaftsgebäude, Lokschuppen, zwei Drehscheiben und umfangreichen Gleisanlagen. Die Bahnmeisterei wurde bereits 1924 wieder aufgelöst. Der zur Deutschen Reichsbahn gehörige sächsische Teil der Lokbehandlungsanlagen des Grenzbahnhofs Weipert mit einer 19,5 m langen Drehscheibe war bis 1945 dem Bahnwerk Buchholz (heute Bahnhof Annaberg-Buchholz Süd) unterstellt. 
Um 1912 existierten weit fortgeschrittene Pläne der Verlängerung der Schmalspurbahn Wolkenstein–Jöhstadt über die sächsisch-böhmische Landesgrenze zum Bahnhof Weipert. Dieses Projekt sah jeweils einen Bahnhof in Pleil und in der zu Pleil gehörigen böhmischen Häusergruppe Weißer Hirsch (gegenüber der sächsischen Häusergruppe Weißer Hirsch) am Conduppelbach vor. Die geplante Schmalspurbahntrasse wäre über einen Bogen über den Ortsteil Weipert-Grund von Norden in den Bahnhof Weipert eingebunden worden. Wegen des Ersten Weltkrieges und der politischen Veränderung nach dem Krieg kam das Projekt jedoch über eine Entwurfsplanung nicht hinaus.
Mit der Angliederung des Sudetenlandes an das Deutsche Reich am 1. Oktober 1938 wurde der Bahnhof Weipert der Reichsbahndirektion Dresden der Deutschen Reichsbahn unterstellt. Mit der nicht mehr existenten Staatsgrenze verlor er auch den Status als Grenzbahnhof.
Nach dem Ende des Zweiten Weltkriegs 1945 kam der Bahnhof wieder zu den ČSD, welche auch den einstigen Reichsbahnteil übernahm. Der deutsche Bahnhofsname Weipert wurde nunmehr durch die tschechische Version Vejprty ersetzt. Auf Grund der völlig veränderten politischen Verhältnisse fand nach 1945 kein grenzüberschreitender Verkehr mehr statt. Zwischen dem Grenzbahnhof Vejprty und der in Sachsen liegenden Station Bärenstein (Kr Annaberg) blieb die Gleisverbindung allerdings aus militärischen Gründen erhalten. Bis auf einzelne Dienstfahrten – etwa für Schneeräumeinsätze – fand jedoch kein Zugverkehr mehr statt. Während die tschechischen Loks nun die größere Drehscheibe des einstigen Reichsbahnteils nutzten, mussten die deutschen Wendeloks den nunmehrigen Wendebahnhof Bärenstein (Kr Annaberg) in Richtung Chemnitz (seit 1953 Karl-Marx-Stadt) wieder mit dem Tender voraus verlassen und rückwärts bis zum Bahnhof Annaberg-Buchholz Süd fahren.  
In den 1950er Jahren erfolgte auf der Strecke nach Chomutov die Umstellung der dampfgeführten Reisezüge auf Dieseltriebwagen. Nun kamen nur noch die Güterzugmaschinen zum Drehen in das Depot. 1967 wurde der letzte Dampfzug eingestellt. Anfang der 1970er Jahre wurde der komplette böhmische Lokbereich samt der kleinen Drehscheibe abgebrochen. Die größere Drehscheibe der ehemaligen Behandlungsanlagen der Reichsbahn wurde in dieser Zeit nur noch selten genutzt, z. B. zum Drehen der Fahrzeuge der Bahnmeisterei oder von Schneepflügen oder Schneefräsen. 
Mit den politischen Umwälzungen in der DDR und der Tschechoslowakei in den Jahren 1989 und 1990 war es Wunsch beider Seiten, die alten traditionellen Verkehrsverbindungen zu erneuern. Am 1. August 1993 konnte der grenzüberschreitende Reisezugverkehr mit vier Zugpaaren in der Relation Chemnitz–Vejprty wieder aufgenommen werden. Nach dem Neubau der Grenzbrücke im Jahr 1997 ist diese Strecke auch für den Güterverkehr zugelassen. Die einst umfangreichen Anlagen des Bahnhofes sind seit der Einstellung des grenzüberschreitenden Verkehrs nach 1945 in einem fortschreitenden Verfall begriffen. Das große Empfangsgebäude wurde im Frühjahr 2012 weitgehend abgerissen. Erhalten ist nur noch der nördliche, ehemals durch die sächsischen Beamten genutzte Flügel. Er wurde bereits 2008 renoviert. Im Jahr 2012 fiel auch die sächsische Wasserstation dem Abriss zum Opfer. Die große (sächsische) Drehscheibe, die nach dem Einbruch der Abdeckung aufgrund zu hoher Schneemassen seit dem Winter 2006 nicht mehr nutzbar war, wurde im Februar 2018 abgerissen.
Aufgrund geringer Auslastung verkehrte auf tschechischer Seite seit dem 9. Dezember 2007 nur noch ein touristisch orientierter Verkehr mit zwei Zugpaaren an den Wochenenden, darunter eine durchgehende Verbindung Leipzig–Chemnitz–Chomutov der Erzgebirgsbahn. Zum Fahrplanwechsel am 14. Dezember 2014 wurde der Reiseverkehr zwischen Vejprty und Cranzahl gänzlich eingestellt, gleichzeitig entfielen die touristisch orientierten Zugverbindungen zwischen Chemnitz und Chomutov. Zwischen Chomutov und Vejprty wurde der Betrieb auf die Sommermonate (Mai bis September) beschränkt. Seit Mai 2016 fahren an den Wochenenden der Sommermonate wieder Reisezüge zwischen Vejprty und Cranzahl.

## Bilder

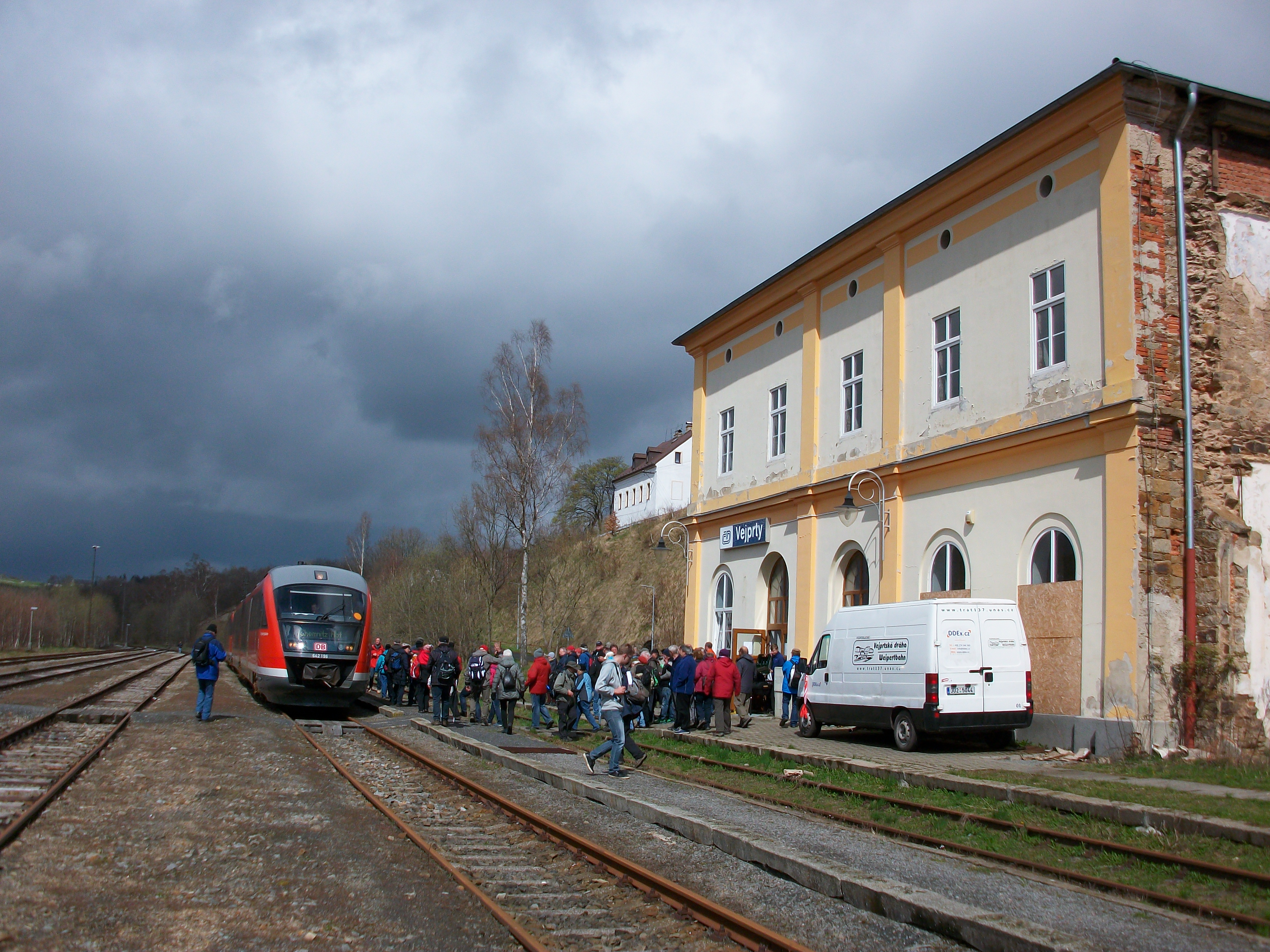
Rest des Empfangsgebäudes mit Sonderzug der Erzgebirgsbahn (2017)
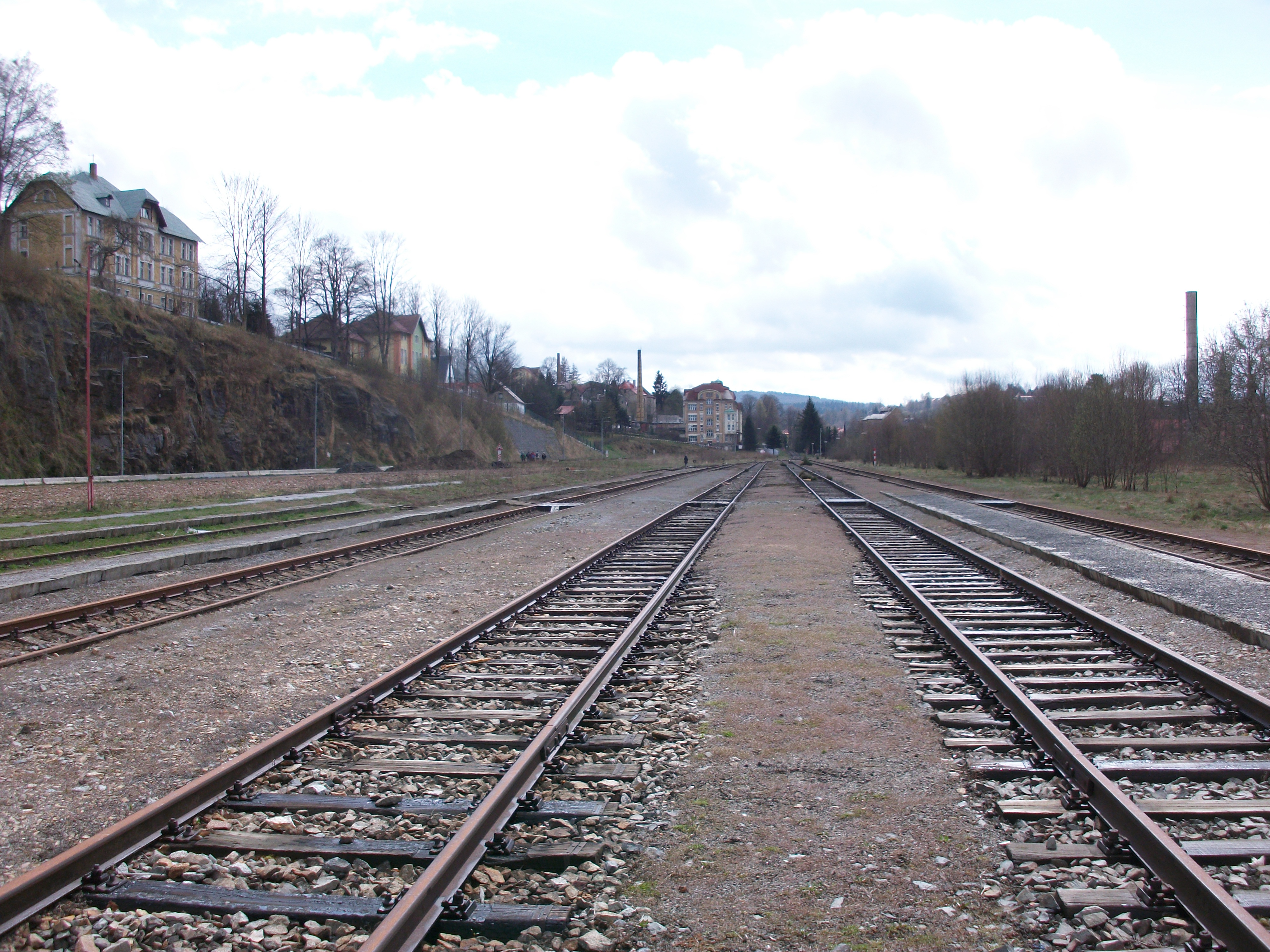
Gleise in Richtung Chomutov (2017)
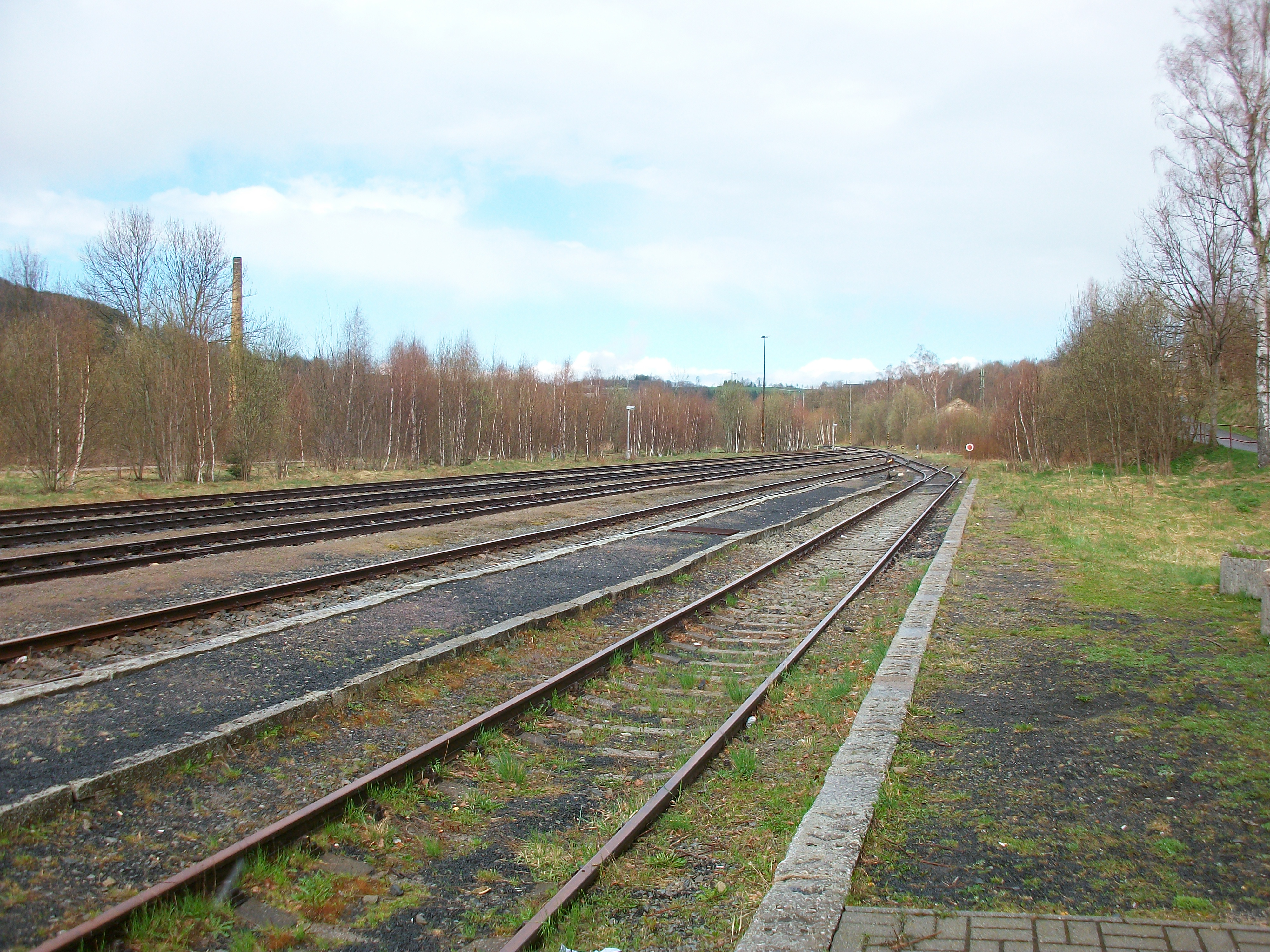
Gleise in Richtung Annaberg-Buchholz (2017)
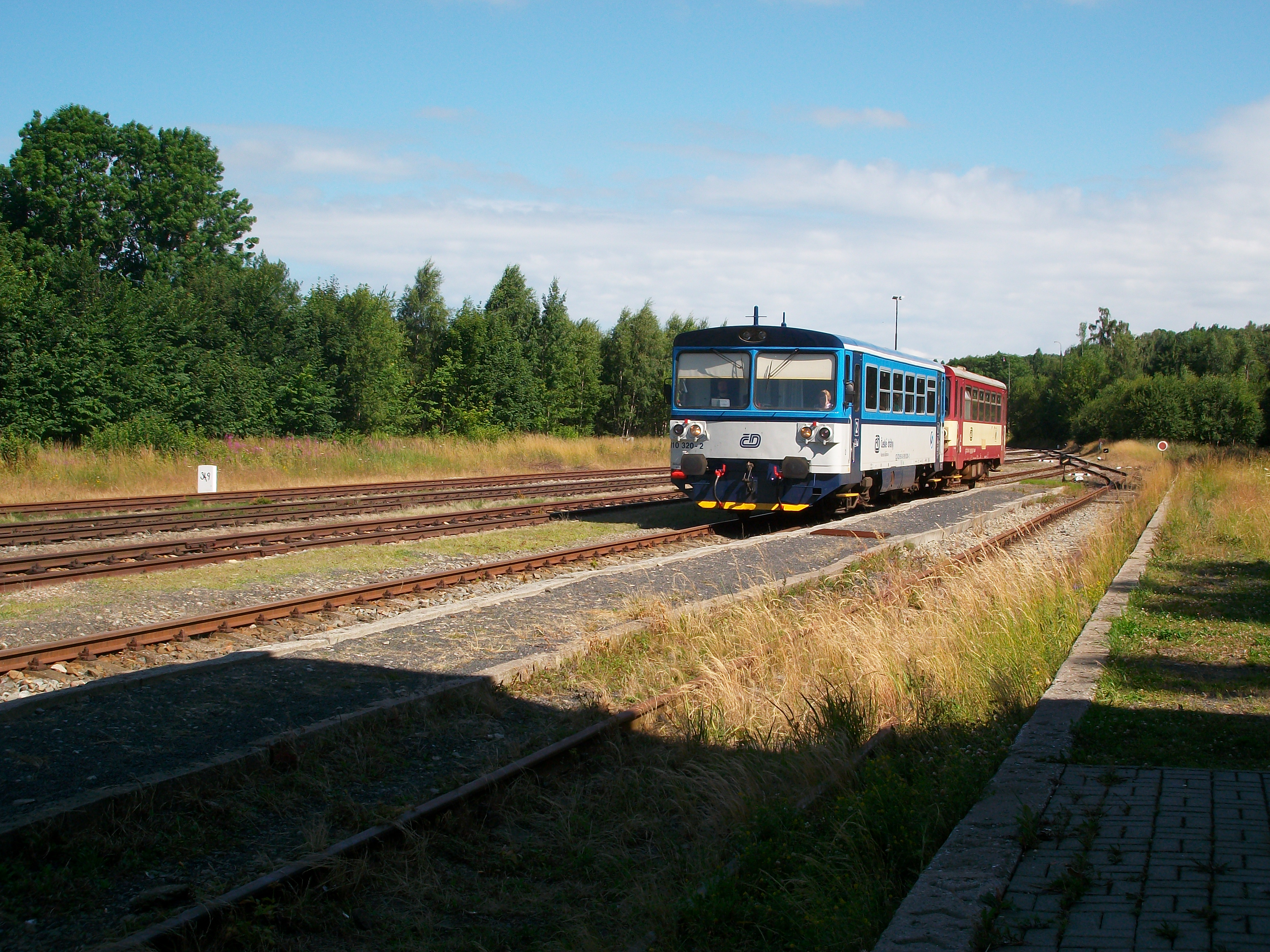
Zug der České dráhy im Bahnhof Vejprty (2018)